# Oricsi járás

Az Oricsi járás a Kirovi területen

Az Oricsi járás (oroszul Оричевский район) Oroszország egyik járása a Kirovi területen. Székhelye Oricsi.

## Népesség
- 1989-ben 36 425 lakosa volt.
- 2002-ben 32 764 lakosa volt.
- 2010-ben 30 781 lakosa volt, melyből 29 039 orosz, 246 ukrán, 195 mari, 191 tatár, 173 udmurt.